# Perdifumo
Perdifumo es una localidad y comune italiana de la provincia de Salerno, región de Campania, con 1.804 habitantes.

## Evolución demográfica
| Gráfica de evolución demográfica de Perdifumo entre 1861 y 2001 |
|                                                                 |
| Fuente ISTAT - elaboración gráfica de Wikipedia                 |